# A Quem Enviarei
A Quem Enviarei é o terceiro álbum de estúdio da cantora de música gospel brasileira Michelle Nascimento lançado pela Line Records em fevereiro de 2009.
Produzido por Tuca Nascimento, o álbum baseia-se na passagem bíblica de Isaías 6.8, que diz: “Depois disto ouvi a voz do Senhor, que dizia: A quem enviarei e quem há de ir por nós? Então disse eu: Eis-me aqui, envia-me a mim”.
O álbum possui composições de Simei Moraes, Aline Santana e Michael Nascimento, além de cinco canções compostas pela própria Michelle. 
Outros destaques do álbum são as canções Sara as Feridas , que retrata a súplica de um homem com coração quebrantado, e A Quem Enviarei , cujo tema é a procura por verdadeiros pregadores da palavra de Deus. Além disso, o álbum conta com as participações de Aline Santana , Gisele Nascimento e Tuca Nascimento nas faixas Sê fiel até o fim e Canto de Vitória, respectivamente.

## Faixas
1. Sara as Feridas (Henrique Nascimento e Orlando)
2. Acreditar e Confiar (Charles Martins)
3. Louvor de Um Fiel (Gislaine e Mylena)
4. A Quem Enviarei (Michelle Nascimento e Simei Moraes)
5. Me Perdoa (Michelle Nascimento)
6. Viva o Milagre de Deus (Michelle e Michael Nascimento)
7. Sê Fiel Até o Fim (part. Aline Santana e Gisele Nascimento) (Michelle Nascimentoe Aline Santana)
8. Canto de Vitória (part. Tuca Nascimento) (Tuca Nascimento)
9. Eu Quero Tocar (Eliatan Dias)
10. Nuvem de Unção (Adriano Barreto e Lázaro Rios)
11. Me Prostrarei (Michelle Nascimento e Simei Moraes)

## Ficha Técnica
- Produção fonográfica e executiva: Line Records
- Direção geral: André Luiz
- Gerência artística: Adriana Reis
- Gerência de marketing: Adriana Dahan
- Produção musical e arranjos: Tuca Nascimento
- Técnico de som: Nilson (Nescau)
- Mixagem: Edinho Cruz, Humberto Torres e Tuca Nascimento
- Gravado e mixado no Estúdio Canto de Vitória-RJ
- Masterização: Toney Fontes
- Fotos e direção de arte: Sérgio Menezes
- Projeto gráfico: Digital Design
- Bateria: Edmar, Renan Martins e Leonardo Reis
- Baixo: Charles Martins
- Piano: Tuca Nascimento, Sérgio Assunção, Renan Penedo e Henrique Nascimento
- Guitarra: Valmir Aroeira e Simei Moraes
- Violão: Tuca Nascimento, Renan Penedo e Simei Moraes
- Cordas: Tutuca Borba
- Tímpanos: Tuca Nascimento, Renan Penedo e Henrique Nascimento
- Loop: Tuca Nascimento, Renan Penedo e Sérgio Assunção
- Efeitos: Tuca Nascimento e Henrique Nascimento
- Trombone: Moisés Nascimento
- Trompete: Josué
- Sax: Zé Canuto
- Violino: Tuca Nascimento e Henrique Nascimento
- Flauta: Renan Penedo
- Trompa: Tuca Nascimento
- Blim: Tuca Nascimento
- Pandeirola: Renan Penedo
- Backing vocal: Tuca Nascimento, Marcos Nascimento, Wilian Nascimento, Sérgio, Alice, Gisele Nascimento, Rômulo Nascimento, Douglas Nascimento e Rute Nascimento
- Coral: Steffane, Alex Henrich, Israel Quintela, Fernanda Silva, Franciele Silva, Quézia Moraes, Iltayane, Rachel Quintela, Damaris, Felipe Medeiros, Michael Nascimento, Natálica Nascimento, Douglas Nascimento, Rômulo Nascimento, Léo, Fernanda, Roberta Bulhões, Rubiane, Remiane, Regiane, Flávia Silva, Renato Martins, Amanda Carolaine e Jéssica
- Participação especial na música "Canto de Vitória": Tuca Nascimento
- Participação especial na música "Sê Fiel Até o Fim": Aline Santana e Gisele Nascimento